# Vorsprung durch Technik

Эмблема и логотип компании Audi

Vorsprung durch Technik (в МФА — [ˈfoːɐ̯ʃpʁʊŋ dʊɐ̯ç ˈtɛçnɪk]; с нем. — «продвижение через технологии», также — техническое превосходство) — рекламный слоган немецкой автомобилестроительной компании Audi AG (автоконцерн Volkswagen Group), впервые появившийся в 1971 году в отношении модели седана NSU Ro 80. Лозунг активно использовался Audi для раскрутки своей продукции в 1980-90-е годы, из-за чего он стал узнаваем по всему миру.
Перевод слогана на другие языки неоднозначен. С одной стороны, слоган переводят дословно — англ. advancement through technology, рус. прогресс через технологии, — что не отражает мысли, заложенной специалистами-маркетологами компании. С другой стороны, смысл слогана более широкий и глубокий, так как указывает именно на превосходство автомобилей Audi в техническом плане (competitive edge, техническое превосходство).
Слоган звучит или употребляется в массовой культуре, например:
- В фильме «Карты, деньги, два ствола» (финальная шутка);
- В ситкоме «Дуракам везёт» (англ. Only Fools and Horses; 5 серия, 1-й эпизод);
- В песне «Parklife» группы Blur[2];
- В одноименной с названием альбома песне «Zooropa» группы U2[3];
- Paul van Dyk назвал свой альбом «Vorsprung Dyk Technik» (1998).

С 2018 года слоган Audi в России изменен на "Воплощение безупречности". Его можно встретить на печатных носителях, в социальных сетях, а также теле- и радиороликах.